# Manx
Manx, Mańczycy (ang. Manx (people), man. Manninee) – naród celtycki z silnymi wpływami angielskimi i skandynawskimi, zamieszkujący głównie Wyspę Man, Anglię i Stany Zjednoczone. 
Z uwagi na liczną imigrację, (głównie z Wielkiej Brytanii) obecnie stanowią mniejszość mieszkańców wyspy. Od końca XIX wieku posługują się językiem angielskim, wcześniej używali języka manx, należącego do goidelskiej grupy języków celtyckich. Język ten jest obecnie znany ok. 3% mieszkańców wyspy Man, a dla ok. 1‰ jest językiem ojczystym. Mańczycy w większości wyznają anglikanizm.